# فرودگاه دریاچه سند پوینت
فرودگاه دریاچه سند پوینت (به انگلیسی: Sand Point Lake Water Aerodrome) یک فرودگاه همگانی است که یک باند فرود آب دارد. این فرودگاه در کشور کانادا قرار دارد و در ارتفاع ۳۴۱ متری از سطح دریا واقع شده است.